# 重腳目
重腳目（学名：Embrithopoda）是已滅絕的哺乳動物，首次於始新世晚期出現，並於漸新世消失。
重腳目的外觀像犀牛，但並非所有重腳目都有角。角有骨質的主幹及由角質素皮膚所覆蓋，且沒有毛髮。不過牠們卻並非犀牛所屬奇蹄目的近親，而是與象有親緣關係。重腳目被認為是蹄兔目的近親，並可能是長鼻目的祖先。相信牠們是非洲獸總目的一員。
重腳目的化石，如重腳獸，是在埃及、蒙古、土耳其及羅馬尼亞發現。雖然直至1970年代都有埃及重腳獸一個成員，但重腳獸似乎是較為隔離的。